# Graphogaster psilocorsiphaga
Graphogaster psilocorsiphaga là một loài ruồi trong họ Tachinidae.